# Emanuel Ungaro
Emanuel Ungaro, né le 13 février 1933 à Aix-en-Provence et mort le 21 décembre 2019 dans le 7e arrondissement de Paris, est un grand couturier français. Il est le fondateur de la maison de haute couture qui porte son nom.

## Biographie
À partir de l'âge de neuf ans, Emanuel Ungaro commence par apprendre le métier de tailleur avec son père, à Aix-en-Provence. Issu d'une famille d'immigrés italiens très modeste, originaires de Francavilla Fontana dans les Pouilles, il décide alors de rejoindre Paris puis Barcelone chez Balenciaga.
Formé par Balenciaga chez lequel il passera six années, puis deux ans chez Courrèges, il crée sa griffe en 1965 et présente sa première collection durant la tendance de la mode futuriste, avec peu de moyens. Sa marque de fabrique : des mélanges d'imprimés, des nuances vives, un art du drapé. En 1968, il lance sa collection de prêt à porter sous le nom "Parallèle". Quelques années plus tard, en 1975, il lance une ligne de vêtements pour homme. Le magasin principal d'Emanuel Ungaro est situé au début de l'avenue Montaigne, à Paris. Dans les années 1980, il fait partie des cinq grands noms de la haute couture parisienne, dans cette période de renouveau de la mode française.

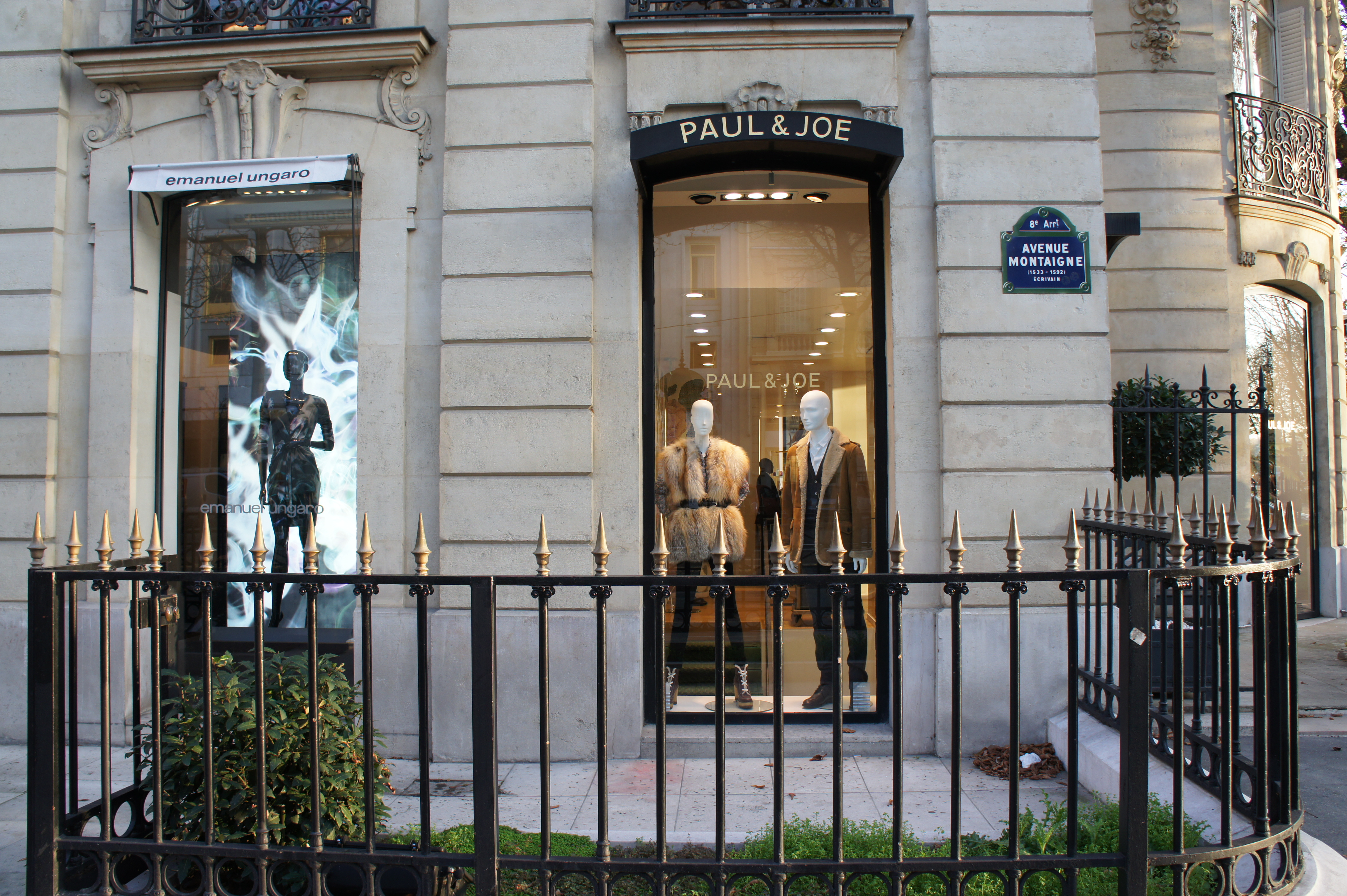
Magasin Ungaro avenue Montaigne à Paris.

En 1996 sa société est rachetée par le groupe italien Ferragamo pour mieux se développer. Mais, n'étant plus maître de sa propre maison, il préfère arrêter.
Il quitte le monde de la mode parisienne le 26 mai 2004 après plus de 35 années de collections.
En 2008, la marque de cosmétiques M·A·C utilise son nom pour la diffusion d'une petite collection de produits de maquillage. En 2009, il dessine un motif pour les deux timbres de Saint-Valentin pour La Poste française.
En avril 2010, Estrella Archs (en) ayant démissionné de ses fonctions c’est le designer britannique Giles Deacon (en) qui devient directeur de la création,.
En 2012, la société italienne Aeffe a repris la production et la distribution des produits Ungaro. En septembre 2012, Fausto Puglisi a été nommé directeur de la création d'Ungaro, et la marque a annoncé son retour à la semaine de la mode de Paris. En mars 2017, Marco Colagrossi (anciennement vêtements pour femmes chez Giorgio Armani) a remplacé Fausto Puglisi au poste de directeur de la création d'Ungaro.

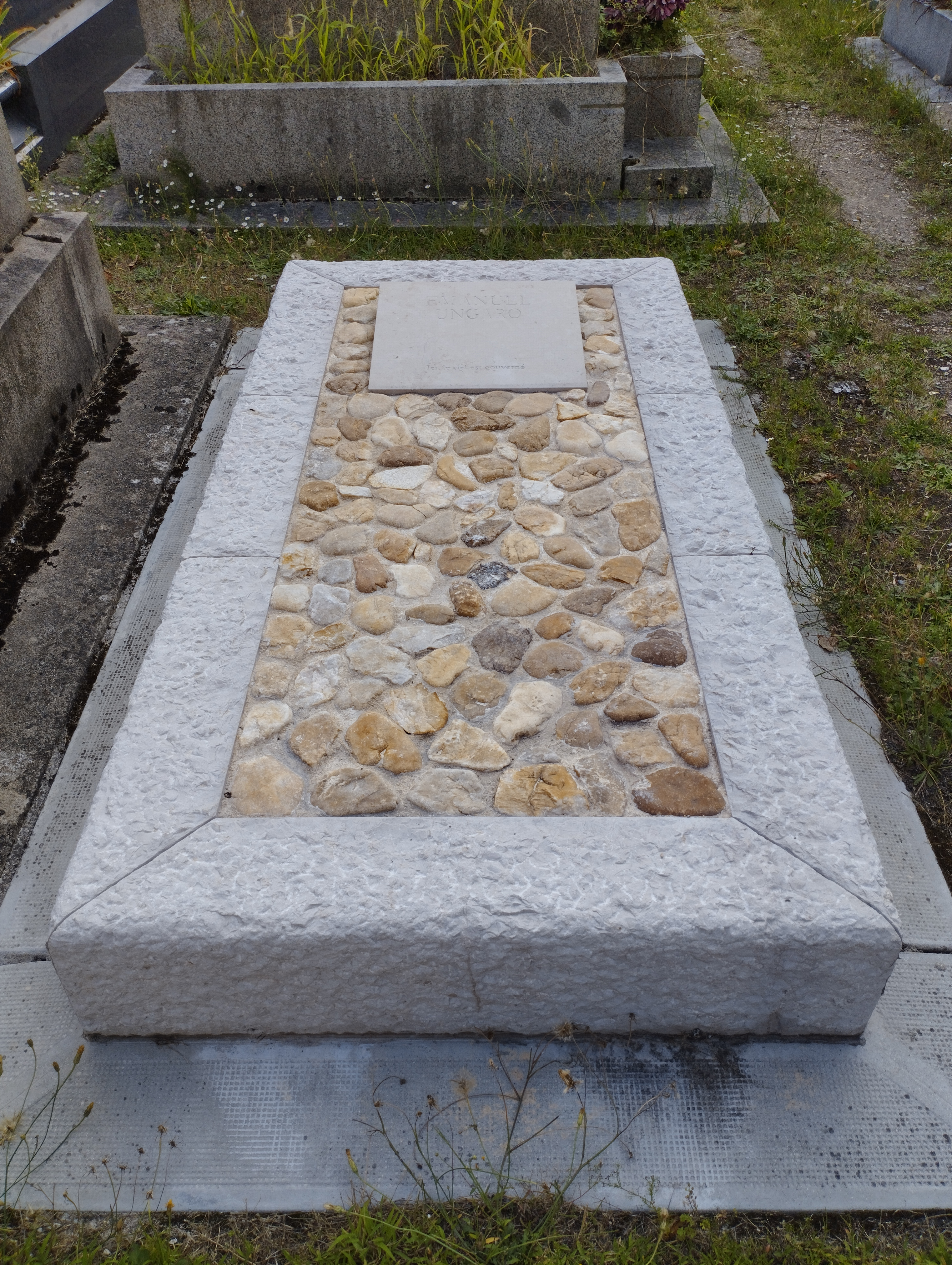
Tombe d'Emanuel Ungaro au cimetière de Grenelle (division 4).

Le 21 décembre 2019, Emanuel Ungaro meurt à Paris, à l'âge de 86 ans. Il est inhumé au cimetière de Grenelle (division 4), situé dans la même ville.